# Atletik under sommer-OL 2016 - 4×100 meter stafetløb (herrer)
Mændenes 4×100 meter stafetløb under sommer-OL 2016 i Rio de Janeiro fandt sted i perioden 18. - 19. august 2016 på Estádio Olímpico João Havelange.